# 1207

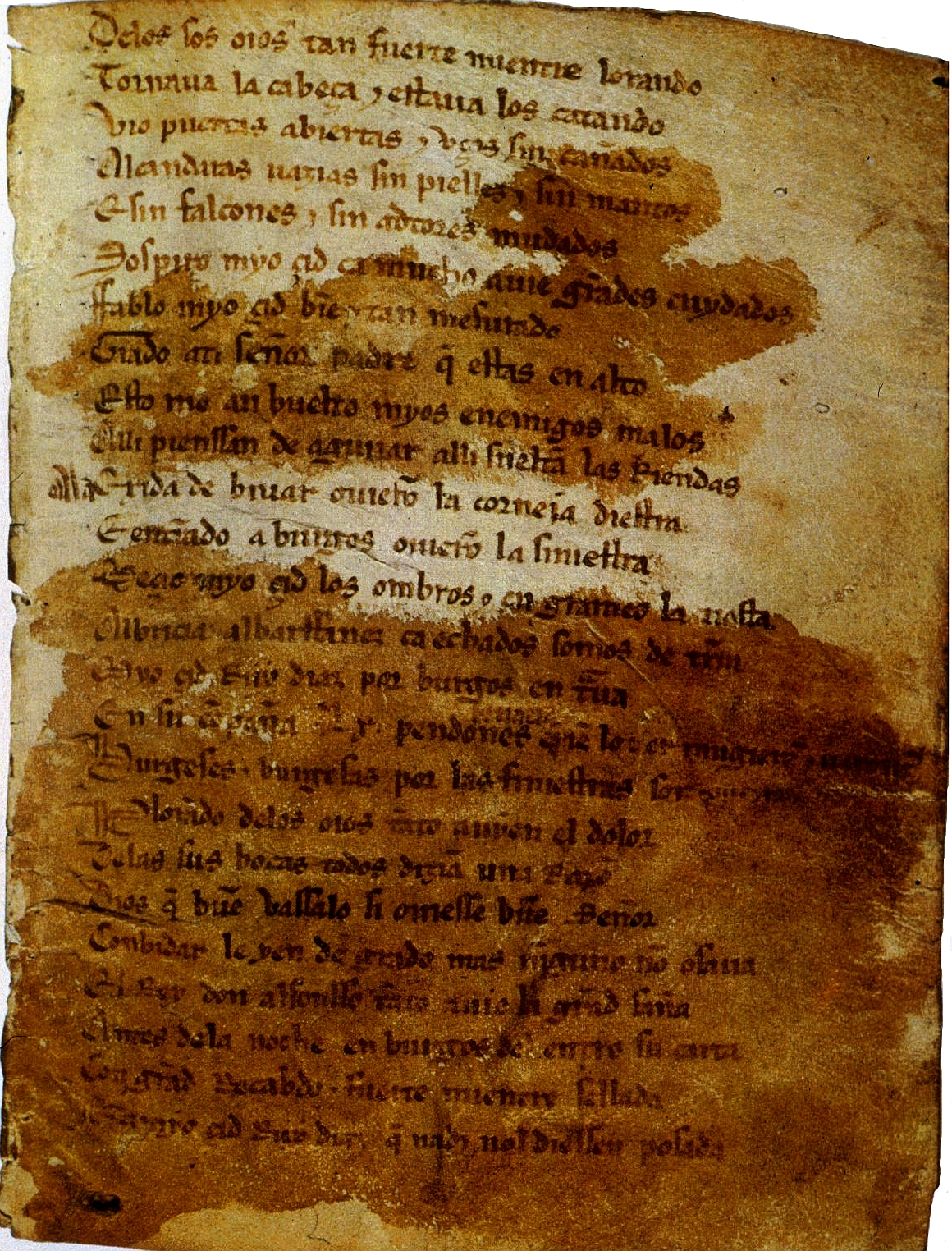
Oudste handschrift van Cantar de mio Cid, uit 1207

Het jaar 1207 is het 7e jaar in de 13e eeuw volgens de christelijke jaartelling.

## Gebeurtenissen
- Marco Sanudo sticht het hertogdom Naxos.
- Raymond VI van Toulouse wordt geëxcommuniceerd vanwege zijn weigeren zijn bescherming van de Katharen op te geven.
- Ada van Holland komt terug uit ballingschap, maar moet haar aanspraken op het graafschap Holland opgeven.
- Paus Innocentius III voert het begraven van de doden toe als zevende werk van barmhartigheid.
- Liverpool wordt gesticht (als een borough).
- In een stadsbrand in Maagdenburg brandt onder meer de Dom af.
- Oudst bekende vermelding: Mologa, Telč, Veliki Oestjoeg

## Opvolging
- aartsbisdom Bremen - Hartwig van Utlede opgevolgd door Burchard van Stumpenhausen
- Bulgarije - Kalojan opgevolgd door zijn neef Boril
- aartsbisschop van Canterbury - Stephen Langton in opvolging van Hubert Walter
- patriarch van Constantinopel - Michaël IV Autoreianus in opvolging van Johannes X Catamerus
- Gelre - Otto I opgevolgd door zijn zoon Gerard III
- Gulik - Willem II opgevolgd door zijn neef Willem III
- Holland - Ada opgevolgd door haar oom Willem I
- Monferrato - Bonifatius I opgevolgd door zijn zoon Willem VI
- Noorwegen (Bagli tegenkoning) - Erling Steinvegg opgevolgd door Filippus Simonsson
- Orde van Sint Jan van Jeruzalem - Geoffroy le Rat opgevolgd door Guérin de Montaigu
- Pommerelen - Sambor I opgevolgd door Mestwin I
- Thessaloniki - Bonifatius I van Monferrato opgevolgd door zijn zoon Demetrius van Monferrato

## Afbeeldingen

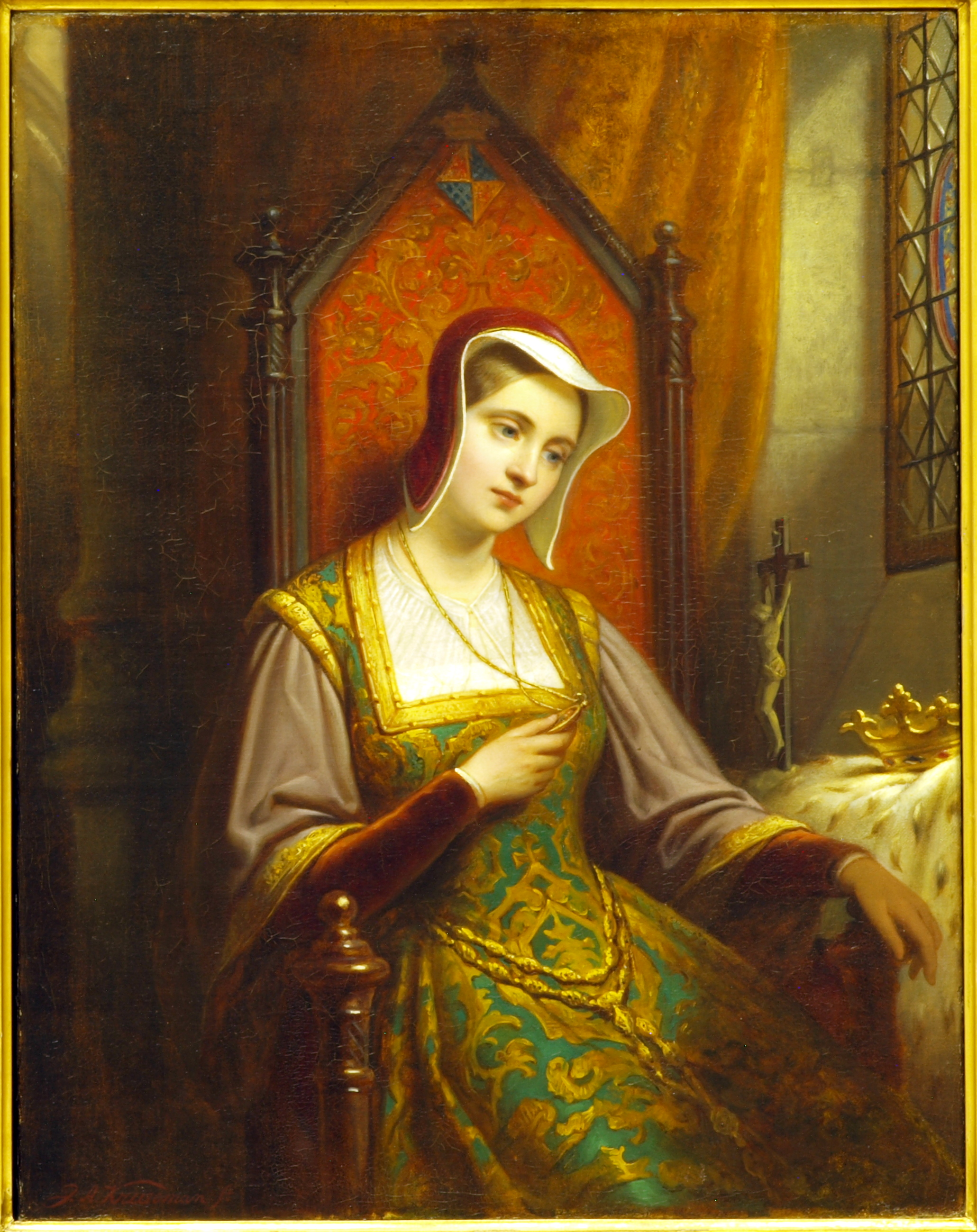
Gravin Ada in ballingschap
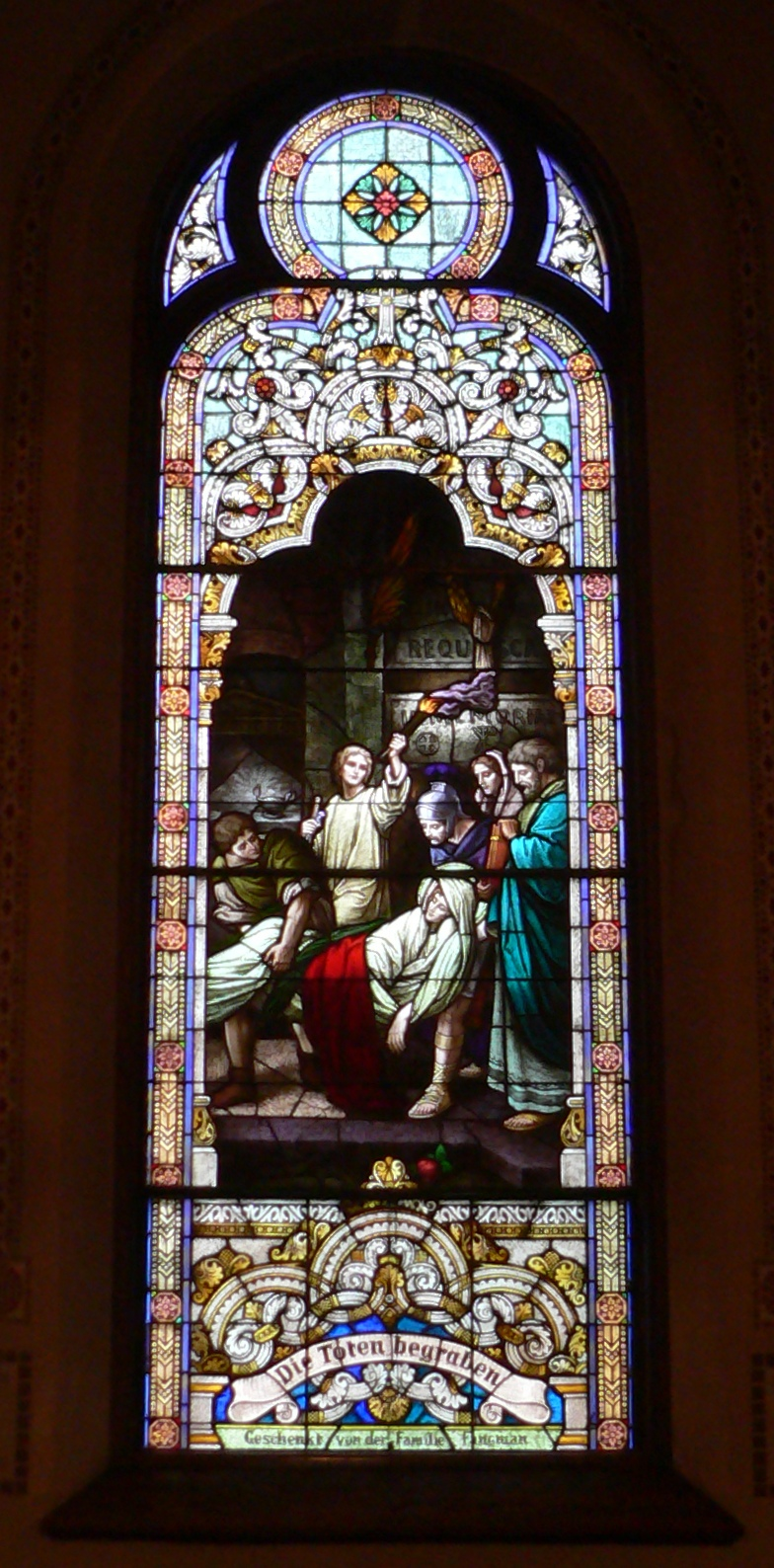
Het begraven van de doden als werk van barmhartigheid

## Geboren
- 7 juli - Elisabeth van Hongarije echtgenote van Lodewijk IV van Thüringen
- 8 september - Sancho II, koning van Portugal (1223-1247) (of 1209)
- 30 september - Jalal ad-Din Rumi, Perzisch dichter en filosoof
- 1 oktober - Hendrik III, koning van Engeland (1216-1272)
- Filips I, graaf van Savoye
- Hendrik II, hertog van Brabant (1235-1248)
- Elisabeth van Hongarije
- Raymond II Trencavel, Frans edelman
- Wladislaus II, markgraaf van Moravië (1222-1227)
- Ottone Visconti, aartsbisschop van Milaan (jaartal bij benadering)

## Overleden
- maart - Erling Steinvegg, tegenkoning van Noorwegen
- 25 augustus - Otto I, graaf van Gelre
- 4 september - Bonifatius I, markgraaf van Monferrato (1192-1207) en koning van Thessaloniki (1204-1207)
- Alfons van Portugal, grootmeester van de Orde van Sint Jan
- Bona van Pisa (~51), Italiaans non
- Floris Herbaren van der Lede, Hollands edelman
- Geoffroy le Rat, grootmeester van de Orde van Sint Jan
- Kalojan, tsaar van Bulgarije (1197-1207)
- Sambor I, hertog van Pommerellen
- Willem II, graaf van Gulik
- Raimbaut de Vaqueiras, Provençaals troubadour (jaartal bij benadering)